# بحيرة باترسون
بحيرة باترسون (بالإنجليزية: Paterson Lake)‏ هي بحيرة تقع في جزيرة فانكوفر في كولومبيا البريطانية التابعة لكندا شرق نهر السلمون، في المنطقة الجنوبية الغربية لبحيرة بروستر.